# 19861 Остер
19861 Остер (19861 Auster) — астероїд головного поясу, відкритий 24 жовтня 2000 року.
Тіссеранів параметр щодо Юпітера — 3,304.